# PIL
Perspektiv i ledelse er et lederudviklingsprogram for topledere, der tidligere blev gennemført af Dansk Management Center (senere Dansk Management Forum) og i dag Center for Ledelse. En del af programmet bliver gennemført hos INSEAD i Frankrig. 
Programmet gennemføres som deltidsuddannelse over ca. 8 mdr.
Programmet udbydes i dag – med visse ændringer – under navnet Advanced Business Development (ABD).